# (35399) 1997 YQ1
1997 YQ1 (asteroide 35399) é um asteroide da cintura principal. Possui uma excentricidade de 0.15854220 e uma inclinação de 4.33828º.
Este asteroide foi descoberto no dia 20 de dezembro de 1997 por Beijing Schmidt CCD Asteroid Program em Xinglong.